# Barbie przedstawia Calineczkę
Barbie jako Calineczka (ang. Barbie as Thumbelina) – amerykański film animowany na podstawie baśni Calineczka.

## Wersja polska
Opracowanie wersji polskiej: Sun Studio Polska

Reżyseria: Agnieszka Zwolińska

Dialogi polskie: Piotr Radziwiłowicz

Nagranie dialogów: Ilona Czech-Kłoczewska

Mix: Simon Ellegaard

Kierownictwo produkcji: Urszula Nowocin

W wersji polskiej udział wzięli:
- Beata Wyrąbkiewicz – Barbie
- Joanna Pach – Calineczka
- Monika Pikuła – Makena
- Barbara Kałużna – Janessa
- Katarzyna Łaska – Chrysella
- Julia Kołakowska – Violet
- Jakub Szydłowski – Evan / Rick
- Cezary Kwieciński – Myron
- Piotr Bąk – Louie
- Joanna Węgrzynowska-Cybińska – Vanessa / Carla
- Anna Wodzyńska – Emma